# Hey! Baby
Hey! Baby, conosciuta anche come Hey Baby o Hey Baby (Uhh, Ahh), è una canzone scritta da Bruce Channel e Margaret Cobb; quest'ultima ha realizzato la prima incisione del brano nel 1961, pubblicata dalla LeCam records, una casa discografica texana. Dopo che divenne un successo su scala locale, la Smash Records la pubblicò su scala nazionale. Il singolo rimase alla prima posizione della Billboard Hot 100 per tre settimane, fino al 10 marzo 1962. La canzone è caratterizzata da un riff di armonica suonato da Delbert McClinton, il quale poco dopo diede alcuni consigli su come suonare lo strumento a John Lennon, che utilizzò i suoi consigli nei brani Love Me Do e Please Please Me. Lennon incluse la canzone sul suo jukebox. In Dirty Dancing - Balli proibiti è presente una band che reinterpreta la versione di Bruce Channel.

## Le versioni del brano

### Bruce Channel
Oltre che alla presenza di McClinton, nel brano ci fu anche Ray Torres alla batteria. Il lato B era Dream Girl.

#### Classifiche
Sulla classifica Billboard Hot 100 il singolo è arrivato al primo posto, mentre su quella R&B al secondo. Anche nel Regno Unito il singolo è arrivato alla seconda posizione.

### Anne Murray
Anne Murray incluse Hey! Baby nell'album The Hottest Night of the Year, e la pubblicò come singolo, con al lato B Song for the Mira; il singolo, pubblicato dalla Capitol Records, venne prodotto da Jim Ed Norman, ed entrò nei mercati a maggio 1982.

#### Classifiche
| Classifica                              | Stato                  | Posizione più alta |
| --------------------------------------- | ---------------------- | ------------------ |
| RPM Country Tracks                      | Canada (bandiera)      | #1                 |
| RPM Adult Contemporary Tracks           | Canada (bandiera)      | #1                 |
| Billboard Hot Country Singles           | Stati Uniti (bandiera) | #7                 |
| Billboard Hot Adult Contemporary Tracks | Stati Uniti (bandiera) | #26                |

Nella classifica country canadese, il singolo scalzò Love Will Turn You Around di Kenny Rogers, e venne scalzato da Put Your Dreams Away di Mickey Gilley.

### DJ Ötzi
DJ Ötzi pubblicò un singolo contenente una cover del brano, ribattezzata Hey Baby (Uhh, Ahh) il 31 luglio 2000; il disco, pubblicato dalla Hit Galaxy e dalla EMI Electrola, venne prodotto da Christian Seitz, Claus Marcus e Klaus Biedermann, è stato estratto dall'album Love, Peace & Vollgas. Il singolo venne ristampato nel 2002, quando divenne, non ufficialmente, la canzone protagonista della Coppa del mondo per club FIFA dello stesso anno.

#### Tracce singolo
1. Hey Baby (Uhh, Ahh) (Radio Mix) – 3:36
2. Hey Baby (Uhh, Ahh) (Club Mix) – 4:15
3. Uh! Ah! – 3:38

#### Classifica
| Classifica                  | Stato                  | Posizione più alta |
| --------------------------- | ---------------------- | ------------------ |
| ARIA                        | Australia (bandiera)   | #1                 |
| Ö3 Austria Top 40           | Austria (bandiera)     | #1                 |
| IFPI                        | Danimarca (bandiera)   | #2                 |
| Media Control Charts        | Germania (bandiera)    | #11                |
| IRMA                        | Irlanda (bandiera)     | #1                 |
| Mega Top 100                | Paesi Bassi (bandiera) | #65                |
| VG-lista                    | Norvegia (bandiera)    | #9                 |
| Sverigetopplistan           | Svezia (bandiera)      | #3                 |
| The Official Charts Company | Regno Unito (bandiera) | #1                 |

### Ringo Starr
Ringo Starr ha incluso una cover del brano nel suo album Ringo's Rotogravure del 1976. La canzone venne messa in commercio come singolo il 22 novembre dello stesso anno negli USA, questo è arrivato alla settantaquattresima posizione della classifica Billboard Pop 100; il disco venne pubblicato dalla Atlantic Records con il numero di serie 45-3371. Nel Regno Unito, dove il 45 giri è stato pubblicato una settimana dopo, non è entrato in classifica; il disco è stato pubblicato dalla Polydor Records con il numero di serie 2001 699. Il lato B era Lady Gaye. La sua versione è stata inclusa nella raccolta Photograph: The Very Best of Ringo.

#### Formazione
- Ringo Starr: voce, batteria
- Lon Van Eaton: chitarra
- John Jarvis: tastiere
- Cooker Lo Presti: basso elettrico
- Jim Keltner: batteria
- Randy Brecker: tromba
- Alan Young: tromba
- Micheal Brecker: sassofono tenore
- George Young: sassofono tenore
- Louis Delgatto: sassofono baritono
- The Mad Mauries: cori, battimani[1]

### Altre versioni
- Paul and Paula hanno incluso una cover nel loro album Paul and Paula Sing for Young Lovers del 1964.
- Bobby G. Rice ha pubblicato come singolo nel 1970 una versione del brano, che arrivato alla trentacinquesima posizione delle classifiche country[8]
- Conway Twitty ha incluso una cover nell'album Fifteen Years Ago del 1970
- Gli Alabama hanno pubblicato una versione nell'album Dancin' on the Boulevard del 1997; i cori sono di Channel